# Hôtel Clarion d'Helsinki
L’hôtel Clarion est un hotel du quartier de Jätkäsaari à Helsinki en Finlande.

## Description
L'hôtel Clarion a ouvert ses portes le 17 octobre 2016,.
Le bâtiment compte 16 étages, mesure 78 mètres de haut et abrite 425 chambres et 15 espaces de réunion et d'événements.
Le dernier étage du Clarion dispose d'une salle de sport, d'un sauna et d'une piscine sur le toit.
Le promoteur de l'hôtel est le millionnaire immobilier norvégien Arthur Buchardt.
Les opérations hôtelières sont gérées par Nordic Choice Hotels, une chaîne hôtelière nordique dont le premier hôtel en Finlande est l'hôtel Clarion d'Helsinki.
Nordic Choice Hotels est un partenaire franchisé de la société internationale cotée Choice Hotels, propriété du magnat de l'hôtellerie norvégien et militant environnemental Petter Stordalen.
Des deux tours de 16 étages de l'hôtel, l'une a une décoration intérieure de style finlandais clair et l'autre une de style international plus sombre.
Le bâtiment d'entrepôt portuaire protégé conçu par Lars Sonck, situé à côté de l'hôtel, a été rénové en centre de congrès.

## Galerie

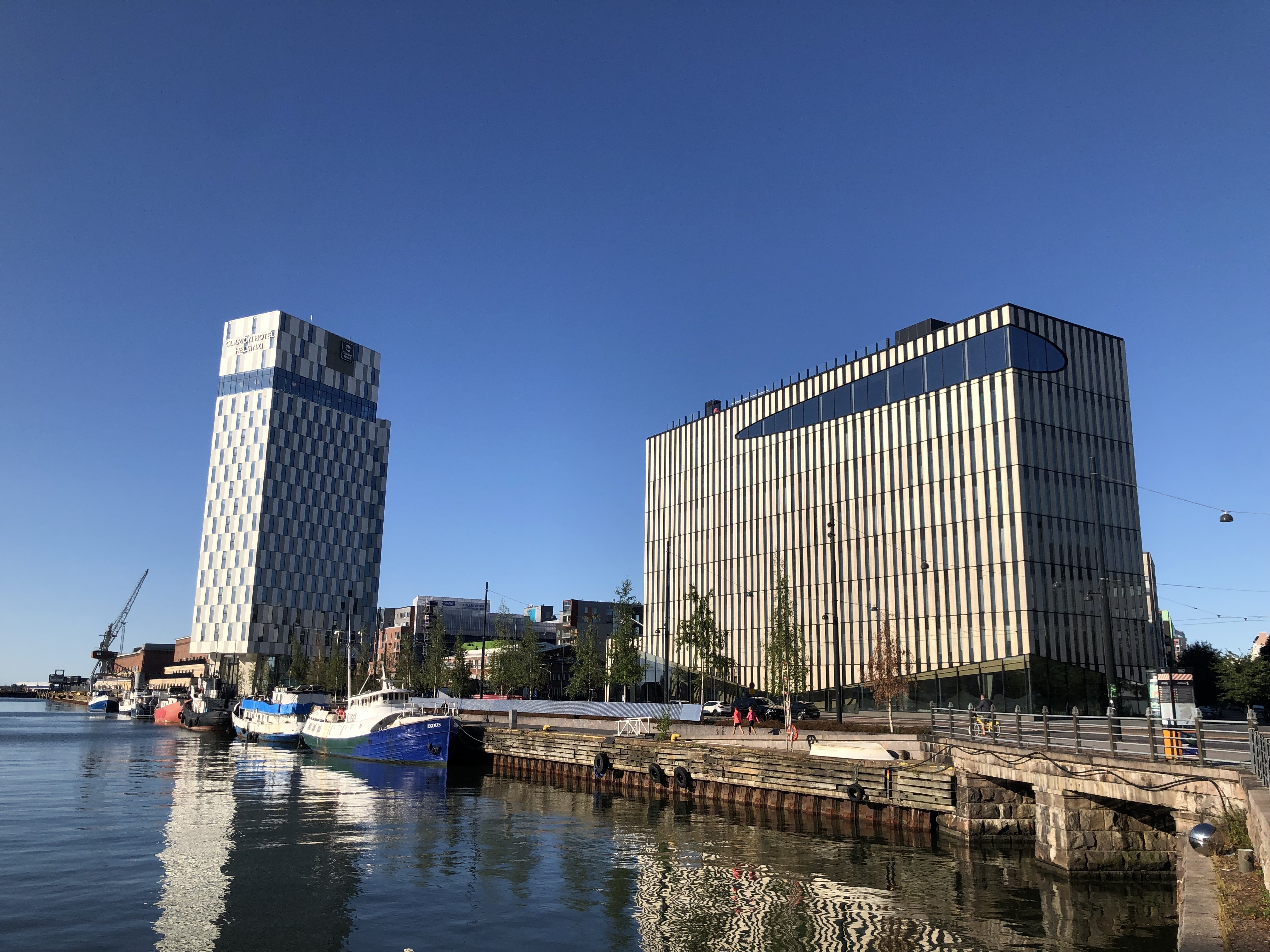
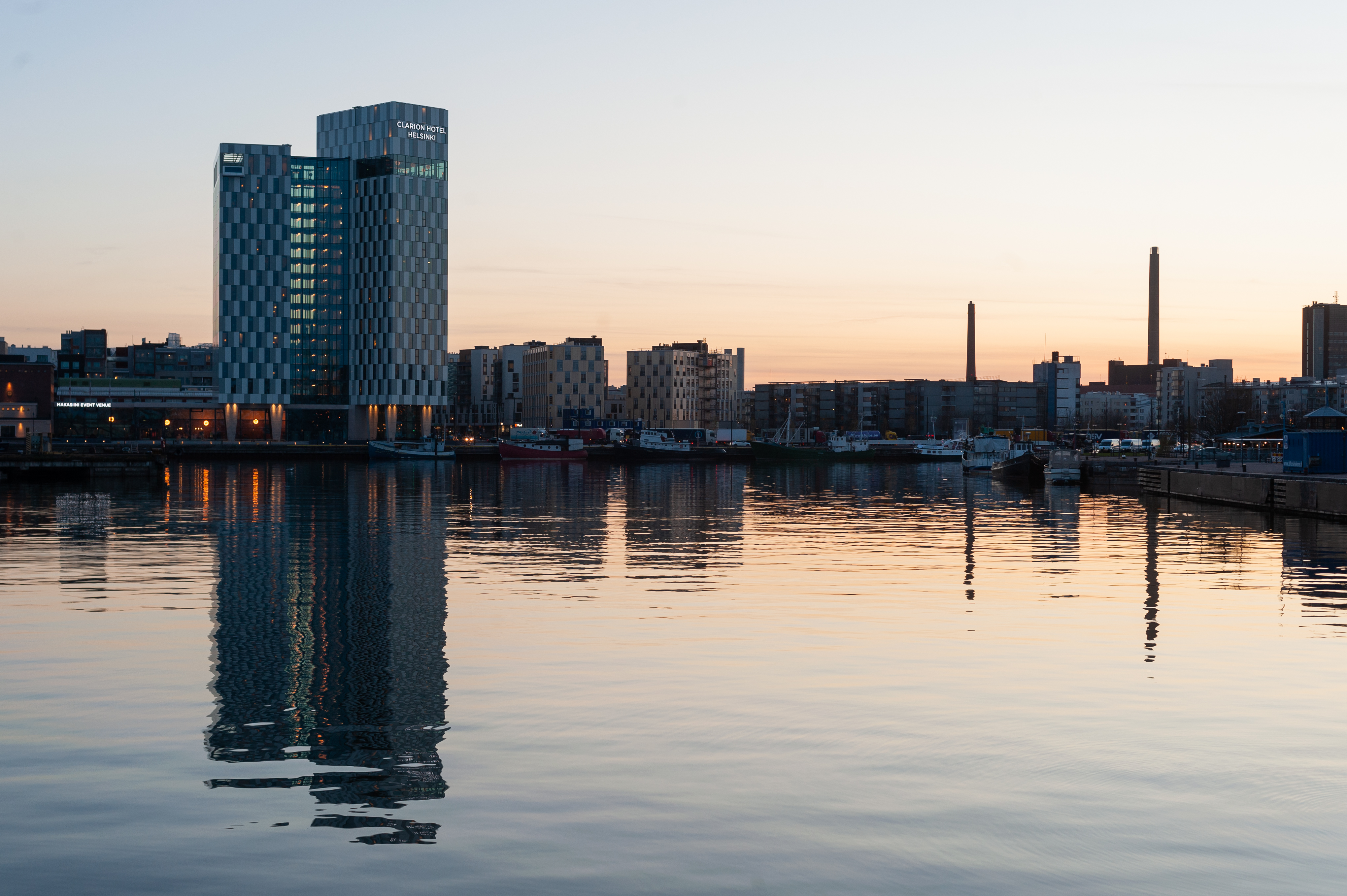
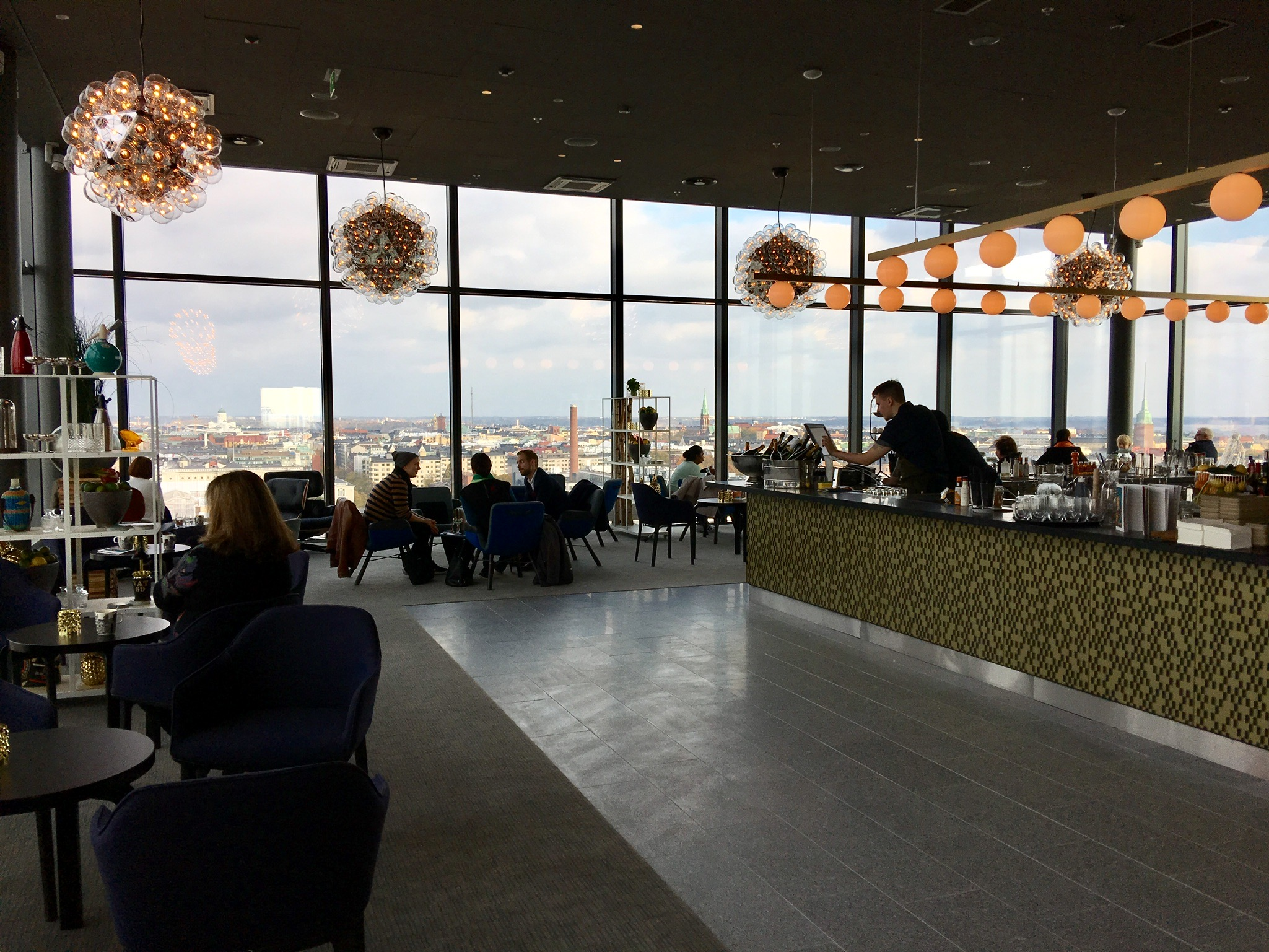
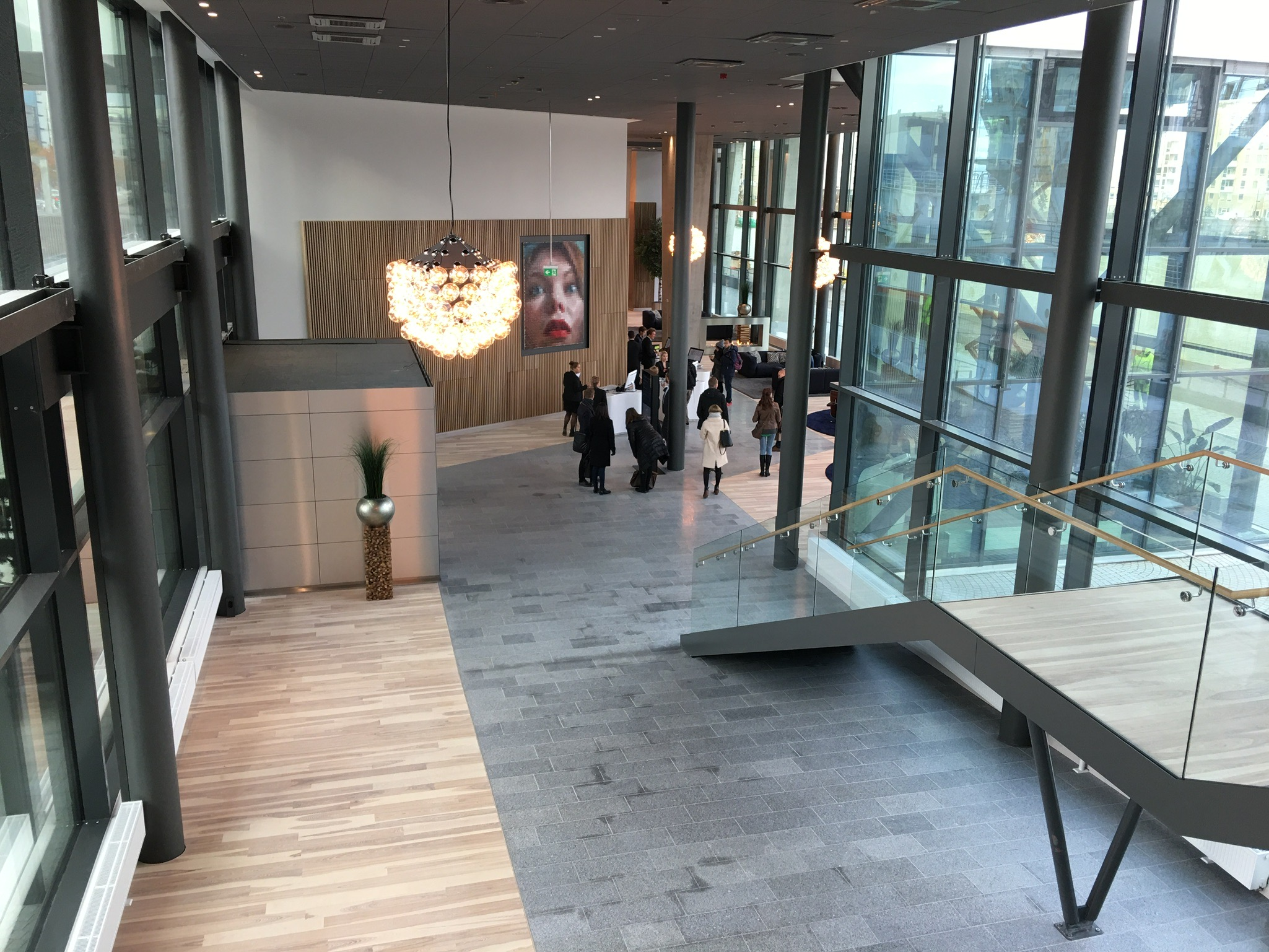